# Jean Nicoli (résistant)
Pour les articles homonymes, voir Jean Nicoli et Nicoli.

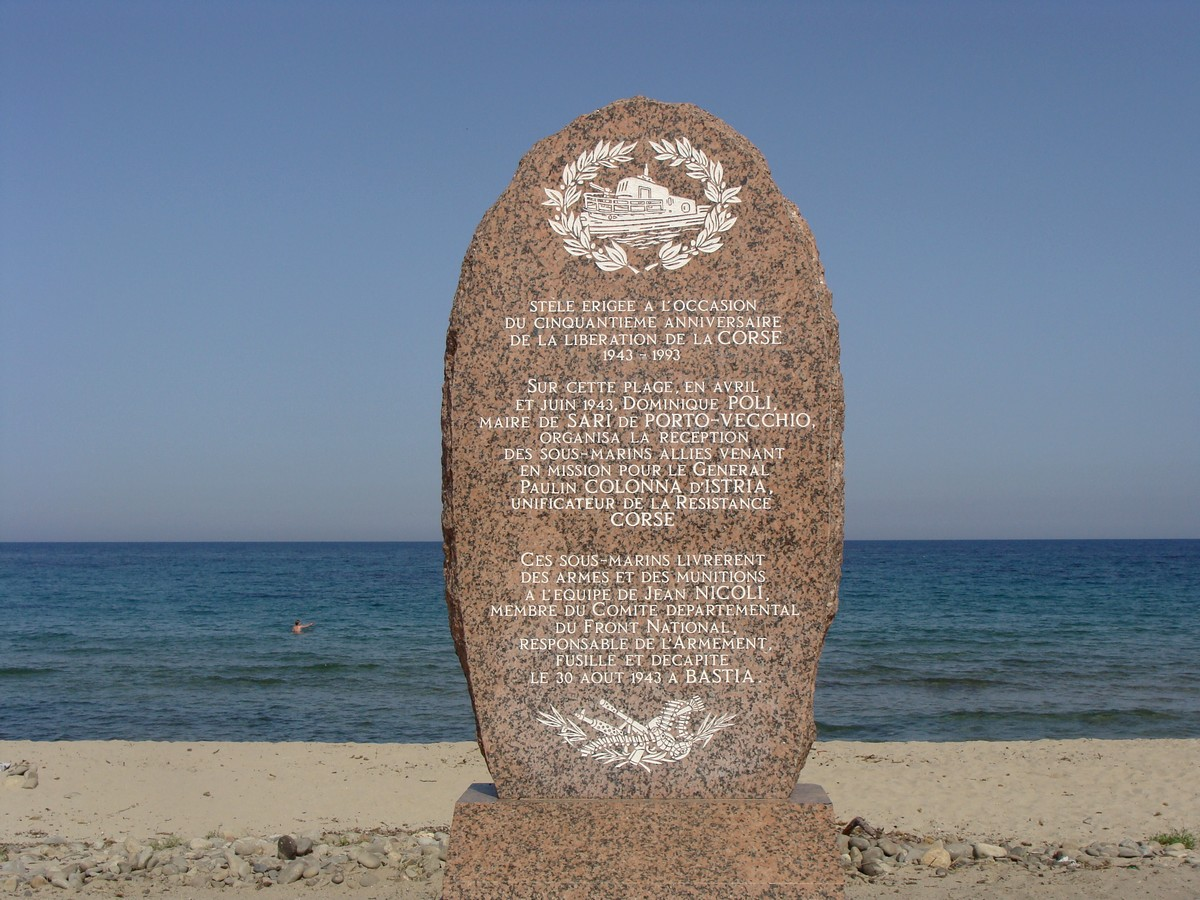
Monument à la mémoire de la Résistance corse, sur la plage de la marine de Solaro.

Jean Nicoli, né Jean André Napoléon Nicoli le 1er septembre 1899 à San-Gavino-di-Carbini (Corse, actuelle Corse-du-Sud), et mort le 30 août 1943 à Bastia (Corse, actuelle Haute-Corse), est un instituteur et résistant corse membre de la SFIO puis du Parti communiste.

## Biographie

### Origines et carrière professionnelle
Né dans une famille de modestes épiciers, Jean Nicoli a trois frères et une sœur. Après une formation à l’École Normale d’Instituteurs d’Ajaccio, il enseigne jusqu'en 1925 en Corse. Entre-temps, il épouse une institutrice, Marie-Jeanne Olivieri. Tous deux obtiennent un poste double en Afrique, notamment au Sénégal dans les années 1920 et 1930. Le couple a deux enfants.

### Résistance
Jean Nicoli fait partie des principaux responsables du Front national de la Résistance de la région d'Ajaccio en 1942 avec Nonce Bienelli et Arthur Giovoni. Il adhère au Parti communiste clandestin, le 28 décembre 1942.
Il facilite la coordination des réseaux sollicités par la mission secrète Pearl Harbour, première mission en Corse occupée par les Italiens depuis le 11 novembre 1942. Elle était arrivée d'Alger le 14 décembre 1942 par le sous-marin Casabianca. Dès le 6 février 1943, il prend la responsabilité en tant que chef militaire de la première réception d'armes (450 pistolets-mitrailleurs et 60 000 cartouches) dans la baie d'Arone avec les agents de la mission (Toussaint et Pierre Griffi, Laurent Preziosi et Roger de Saule). Tandis qu'arrivent les différentes livraisons destinées à préparer le débarquement des troupes de choc françaises, il ne peut y participer.
Dénoncé par un collaborateur dénommé Flori, membre du PPF (d'extrême droite), il est arrêté en juin 1943 et jugé par le tribunal militaire italien à Bastia les 27 et 28 août 1943, il est condamné à mort pour espionnage militaire. Le 30 août 1943, jour de son exécution, il refuse d'être fusillé le dos tourné. Les soldats du peloton d'exécution le frappent alors à coup de crosse et le poignardent jusqu’à le décapiter.

## Mort pour la Corse et pour le Parti
Jean Nicoli a écrit à ses enfants le 28 août 1943, juste avant que ses bourreaux viennent le chercher pour l'assassiner. Francette, sa fille a précieusement conservé cette lettre griffonnée à la hâte sur l'emballage d'un paquet de cigarettes :
« A mes enfants,

Tout à l'heure je partirai. Si vous saviez comme je suis calme, presque heureux de mourir pour la Corse et pour le parti. Ne pleurez-pas, souriez-moi. Soyez fier de votre papa. Il sait que vous pouvez l'être, la tête de Maure et la fleur rouge, c'est le seul deuil que je vous demande. Au seuil de la tombe, je vous dis que la seule idée qui, sur notre pauvre terre, me semble belle, c'est l'idée communiste.

Je meurs pour notre Corse et pour mon Parti. »

## Hommages
Le nom de Jean Nicoli a été donné par la SNCM à un navire acheté en avril 2009.
À Bastia, le lycée Marbeuf a été renommé lycée Jean Nicoli.
À Ajaccio, le Cours Prince impérial a été renommé Cours Jean Nicoli. Les villes de Corte et de Sartène ont une avenue Jean-Nicoli.
Le nom de Jean Nicoli est gravé sur plusieurs stèles et monuments aux morts : à San-Gavino-di-Carbini, à Casalabriva, à l’entrée de la caserne Battesti d’Ajaccio, sur la Plage de la marine de Solaro, à Bastia, à Corte et sur le continent à Hyères.

## Distinction
La mention Mort pour la France est attribuée à Jean Nicoli par l'Office national des anciens combattants et victimes de guerre de Caen en date du 21 décembre 2017.

## Liens
- Jean Nicoli (l'enseignant - le chef de la Résistance), site de l'ANACR 2B (photos, enregistrements sonores, éléments historiques ...)

- Ressource relative à la vie publique :   - Maitron
- Notices d'autorité :   - VIAF
  - ISNI
  - BnF (données)
  - IdRef
  - LCCN
  - GND
  - Pays-Bas
  - WorldCat